# Bertil Gyllenram
Bertil Rudolfsson Gyllenram, född 18 april 1887 i Skövde, död 16 november 1948 i Linköping, var en svensk företagsledare.
Gyllenram avlade mogenhetsexamen i Skara 1905 och blev bergsingenjör vid Tekniska högskolan 1910. Efter studieresa i USA 1911 var han ingenjör vid Carl Gustafs stads gevärsfaktori i Huskvarna 1912–1915 och vid Husqvarna vapenfabriks AB 1915–1918 samt disponent för Trestena torvindustri i Västergötland 1918–1919. Med anslag från staten utförde han undersökningar om framställning av gas och koks ur torv vid försöksungar i Huskvarna 1917 och i Surahammar 1920. Gyllenram var direktörsassistent vid Husqvarna vapenfabriks AB 1919–1924 och ledde samtidigt Husqvarnaåns regleringsförening 1919–1923, företog en studieresa i USA 1924 och var 1925–1929 chef för Husqvarna vapenfabriks gjuteri- och gjutgodsavdelning samt 1929–1937 disponent och VD för AB Järnförädling i Hälleforsnäs. Från 1937 var Gyllenram VD för AB Nordiska armaturfabrikerna i Linköping och styrelseledamot där från 1938, samt från 1939 VD och styrelseledamot i Linköpings armatur- och metallfabriks AB. Han var från 1936 medlem av Sveriges mekaniska verkstäders förbunds styrelse och dess ordförande från 1944. Gyllenram var aktiv som kommunpolitiker i Mellösa landskommun, Hällefors landskommun, Huskvarna stad och Linköpings stad.
Bertil Gyllenram var son till översten Rudolf Gyllenram och far till översten av första graden Fredrik Gyllenram.  Han är begraven på Skogskyrkogården i Stockholm.